# Quadro de medalhas por atleta da Universíada de Inverno de 2013
Esta é uma lista com os atletas multimedalhistas da Universíada de Inverno de 2013 (e suas respectivas medalhas), com base no mesmo critério do quadro de medalhas completo: primeiro o número de medalhas de ouro, em seguida o de pratas e bronzes.
Estão listados apenas os atletas que conquistaram, no mínimo, duas medalhas:
| Posição | Atleta                           | Modalidade                             | Medalha de ouro | Medalha de prata | Medalha de bronze | Total de medalhas |
| ------- | -------------------------------- | -------------------------------------- | --------------- | ---------------- | ----------------- | ----------------- |
| 1       | KOR Bo Reum Kim                  | Patinação de velocidade                | 2               | 2                |                   | 4                 |
|         | POL Weronika Nowakowska-Ziemniak | Biatlo                                 | 2               | 2                |                   | 4                 |
| 3       | POL Adam Cieslar                 | Combinado nórdico                      | 2               | 1                |                   | 3                 |
|         | POL Jan Marek Szymanski          | Patinação de velocidade                | 2               | 1                |                   | 3                 |
|         | UKR Kateryna Grygorenko          | Esqui cross-country                    | 2               | 1                |                   | 3                 |
|         | POL Krzysztof Biegun             | Salto de esqui                         | 2               | 1                |                   | 3                 |
|         | RUS Sergei Kliachin              | Biatlo                                 | 2               | 1                |                   | 3                 |
| 8       | SRB Milanko Petrovic             | Biatlo                                 | 2               |                  | 1                 | 3                 |
| 9       | RUS Aleksandr Pechenkin          | Biatlo                                 | 2               |                  |                   | 2                 |
|         | KOR Jinkyu Noh                   | Patinação de velocidade em pista curta | 2               |                  |                   | 2                 |
|         | CZE Martina Sáblíková            | Patinação de velocidade                | 2               |                  |                   | 2                 |
|         | RUS Oxana Usatova                | Esqui cross-country                    | 2               |                  |                   | 2                 |
| 13      | ITA Mirko Giacomo Nenzi          | Patinação de velocidade                | 1               | 2                | 1                 | 4                 |
| 14      | FRA Blaise Giezendanner          | Esqui alpino                           | 1               | 2                |                   | 3                 |
|         | RUS Ermil Vokuev                 | Esqui cross-country                    | 1               | 2                |                   | 3                 |
|         | FIN Sami Niemi                   | Salto de esqui                         | 1               | 2                |                   | 3                 |
| 17      | RUS Raul Shakirzianov            | Esqui cross-country                    | 1               | 1                | 2                 | 4                 |
| 18      | UKR Dmytro Pidruchnyi            | Biatlo                                 | 1               | 1                | 1                 | 3                 |
|         | RUS Mikhail Maksimochkin         | Salto de esqui                         | 1               | 1                | 1                 | 3                 |
| 20      | KOR Eunbyul Lee                  | Patinação de velocidade em pista curta | 1               | 1                |                   | 2                 |
|         | KOR Hyun Yung Kim                | Patinação de velocidade                | 1               | 1                |                   | 2                 |
|         | SVK Jana Gantnerova              | Esqui alpino                           | 1               | 1                |                   | 2                 |
|         | KAZ Mark Starostin               | Esqui cross-country                    | 1               | 1                |                   | 2                 |
|         | JPN Takagi Miho                  | Patinação de velocidade                | 1               | 1                |                   | 2                 |
|         | RUS Vladislav Skobelev           | Esqui cross-country                    | 1               | 1                |                   | 2                 |
| 26      | JPN Aguri Shimizu                | Combinado nórdico                      | 1               |                  | 2                 | 3                 |
|         | KOR Doyoung Park                 | Patinação de velocidade                | 1               |                  | 2                 | 3                 |
|         | CZE Jitka Landova                | Biatlo                                 | 1               |                  | 2                 | 3                 |
|         | RUS Tatiana Semenova             | Biatlo                                 | 1               |                  | 2                 | 3                 |
| 30      | NOR Astrid Oeyre Slind           | Esqui cross-country                    | 1               |                  | 1                 | 2                 |
|         | KOR Hyong Jun Joo                | Patinação de velocidade                | 1               |                  | 1                 | 2                 |
|         | KOR Hyunsun Hwang                | Patinação de velocidade em pista curta | 1               |                  | 1                 | 2                 |
|         | RUS Irina Avvakumova             | Salto de esqui                         | 1               |                  | 1                 | 2                 |
|         | KOR Jiaying Tao                  | Patinação de velocidade                | 1               |                  | 1                 | 2                 |
|         | SLO Katja Pozun                  | Salto de esqui                         | 1               |                  | 1                 | 2                 |
|         | UKR Maryna Antsybor              | Esqui cross-country                    | 1               |                  | 1                 | 2                 |
|         | POL Pawel Slowiok                | Combinado nórdico                      | 1               |                  | 1                 | 2                 |
|         | KAZ Tatyana Ossipova             | Esqui cross-country                    | 1               |                  | 1                 | 2                 |
|         | RUS Valentina Golenkova          | Esqui alpino                           | 1               |                  | 1                 | 2                 |
| 40      | RUS Evgeny Seryaev               | Patinação de velocidade                |                 | 2                | 1                 | 3                 |
|         | RUS Pavel Siulatov               | Esqui cross-country                    |                 | 2                | 1                 | 3                 |
| 42      | KOR Cheonho Um                   | Patinação de velocidade em pista curta |                 | 2                |                   | 2                 |
|         | POL Monika Hojnisz               | Biatlo                                 |                 | 2                |                   | 2                 |
|         | CAN Patrick Robert Pippy Duffy   | Patinação de velocidade em pista curta |                 | 2                |                   | 2                 |
|         | UKR Vitaliy Kilchytskyy          | Biatlo                                 |                 | 2                |                   | 2                 |
| 46      | HUN Bernadett Heidum             | Patinação de velocidade em pista curta |                 | 1                | 1                 | 2                 |
|         | CAN Guillaume Bastille           | Patinação de velocidade em pista curta |                 | 1                | 1                 | 2                 |
|         | UKR Iryna Varvynets              | Biatlo                                 |                 | 1                | 1                 | 2                 |
|         | KOR Jin Yeong Lee                | Patinação de velocidade                |                 | 1                | 1                 | 2                 |
|         | POL Karolina Chrapek             | Esqui alpino                           |                 | 1                | 1                 | 2                 |
|         | CZE Tomas Krupcik                | Biatlo                                 |                 | 1                | 1                 | 2                 |
|         | CAN Yoan Gauthier                | Patinação de velocidade em pista curta |                 | 1                | 1                 | 2                 |
| 53      | ITA Guglielmo Bosca              | Esqui alpino                           |                 |                  | 2                 | 2                 |
|         | FIN Heikki Korpela               | Esqui cross-country                    |                 |                  | 2                 | 2                 |
|         | SUI Rafael Imhof                 | Snowboard                              |                 |                  | 2                 | 2                 |